# Linjetjärnarna, Härjedalen
Linjetjärnarna är en sjö i Härjedalens kommun i Härjedalen och ingår i Ljusnans huvudavrinningsområde. Vid provfiske har abborre och öring fångats i sjön.